# Fortepiano

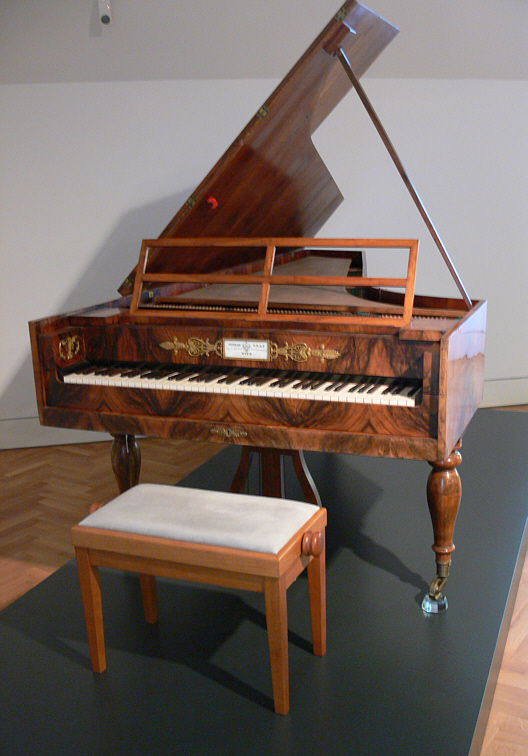
Un piano-forte de Conrad Graf.

El fortepiano és un instrument musical de corda percudida amb teclat, instrument intermedi entre el clavicordi i el piano del segle xix. Segons alguns autors cal distingir l'instrument original amb el nom forte-piano del seu successor el piano-forte (piano actual).

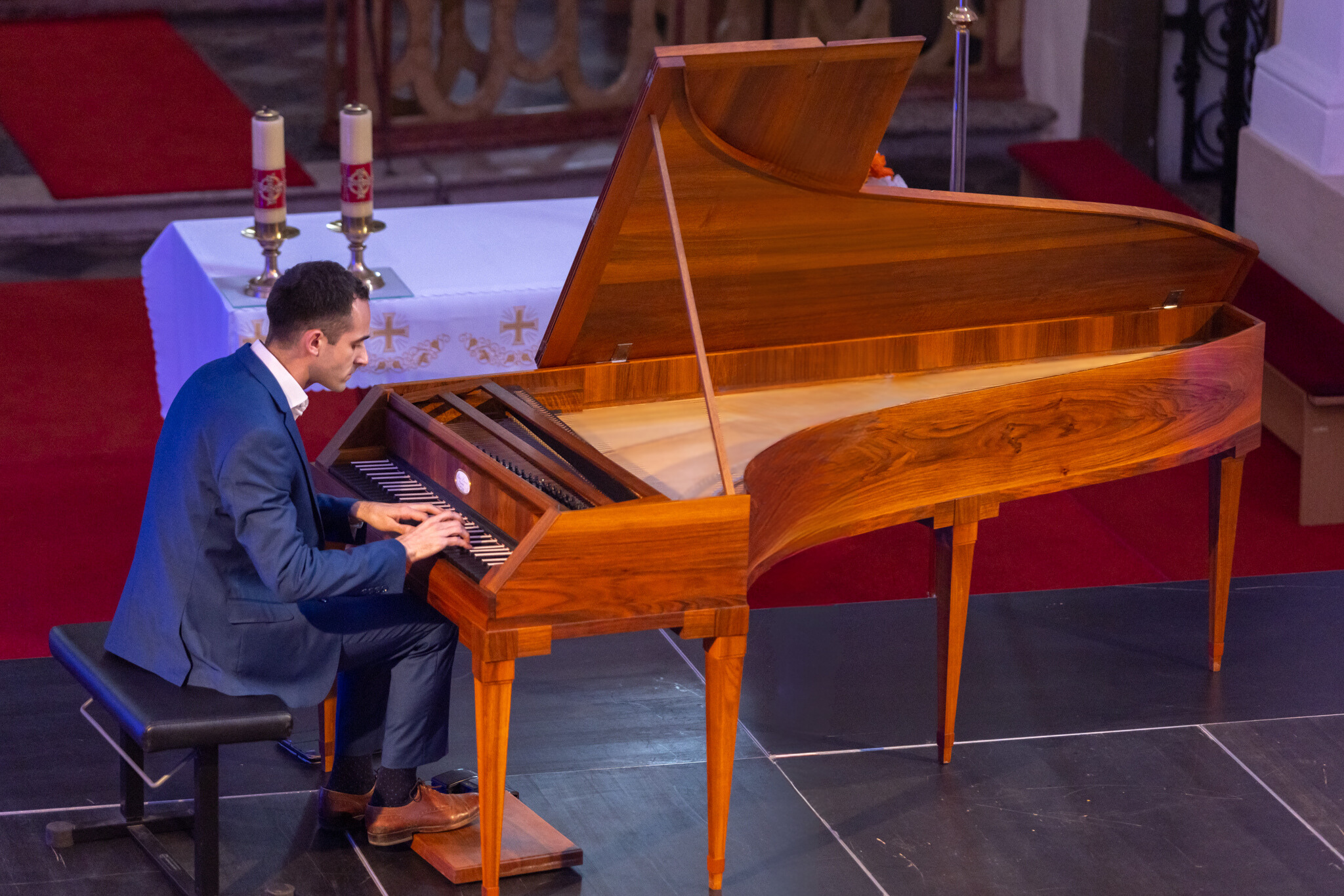
Danilo Mascetti, especialista en fortepiano

## El forte-piano
El disseny del primer forte-piano (al voltant de 1700), es deu al constructor de clavicèmbals amb taller a Florència Bartolomeo Cristofori (1655 - 1731). Estava tractant de donar al clavecí possibilitats expressives amb més matisos, que permetés a l'artista variar la intensitat dels sons a través de la força exercida sobre les tecles. El clavicordi ja ho permetia, però emetia un so molt baix en comparació amb el clavecí.
Cristofori va inventar un mecanisme que colpegés les cordes, permetent una transmissió del so molt més potent que el clavicordi. Se les va arreglar per desenvolupar i adaptar el mecanisme a una caixa de clavecí. Aquest instrument va ser anomenat Gravicembalo col piano e forte, i d'aquí el seu nom. A part del mecanisme, l'aparença era la d'un clavecí gran.
En 1768 Johann Christian Bach va donar un concert amb un instrument de Johannes Zumpe i va publicar el 1771 sis concerts per a clavecí o fortepiano.
Aquest instrument té un so bastant diferent del piano modern. Oients poc sofisticats escoltant-lo amb els ulls tancats el confonen amb l'arpa o el clavecí.
Obres de Haydn i Mozart o les primeres obres de Beethoven són molt més adequades per aquest instrument tipus Silbermann per al que van ser escrites.
El primer forte-piano, amb una base rectangular com el clavicordi, va ser construït a Gera per Christian Ernst Friederici (un alumne de Silbermann) el 1758. A París hi van exercir constructors d'origen alemany: Moers, Merck, Érard. Però va ser a Anglaterra on hi va haver el centre més important: Zumpe va llançar a Londres la producció d'uns forte-piano rectangulars que es van fer molt famosos.

## El piano-forte (piano actual)
Refinaments successius del mecanisme, una transformació total del cos sonor i un concepte diferent de la mecànica, van veure el sorgiment gradual d'un nou instrument cap al 1820, el piano: amb un sistema de cordes més tensades, un escapament doble, una estructura de metall (el forte-piano no tenia marc, només un suport), etc.

## Museu

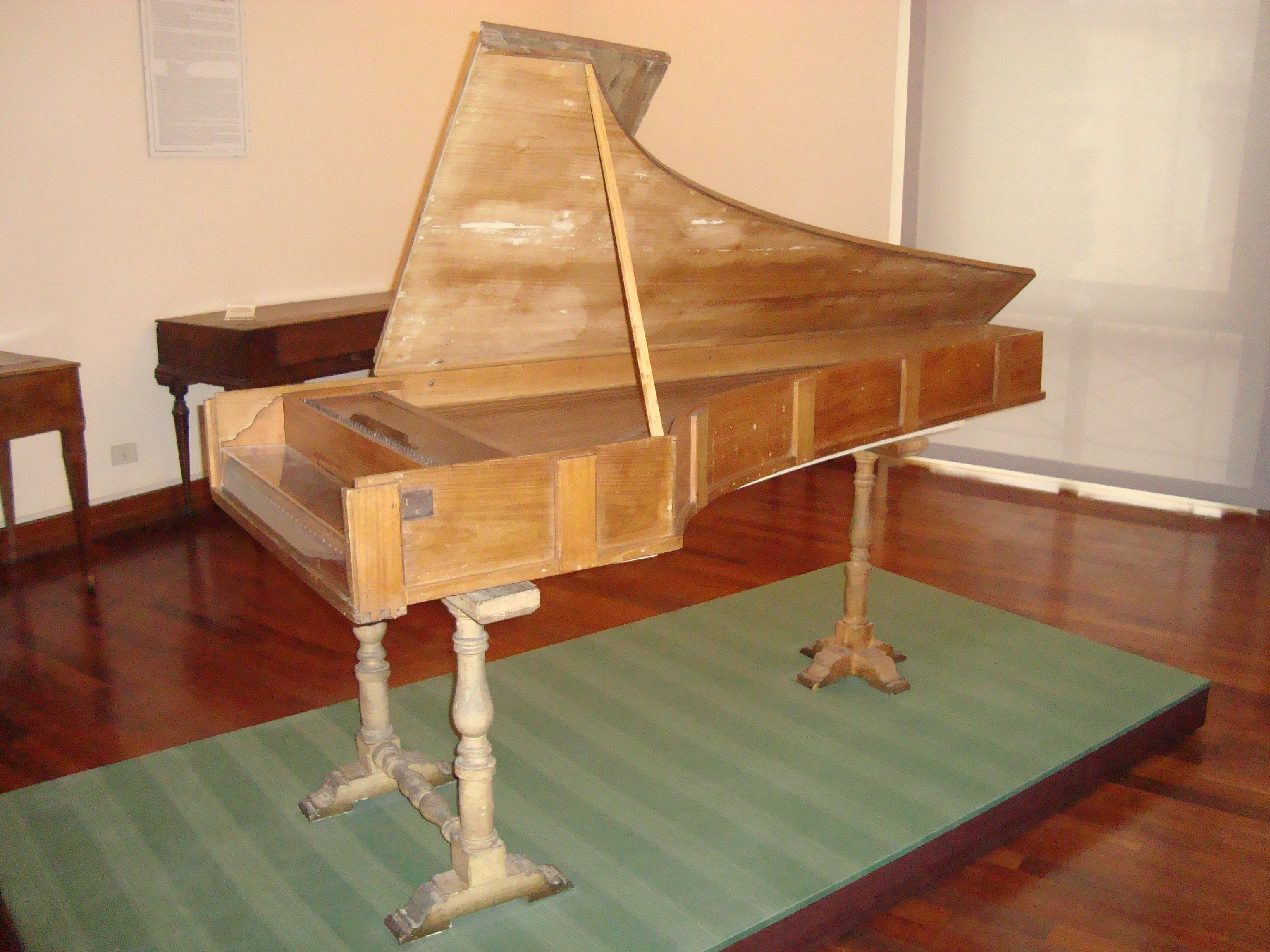
Forte-piano Bartolomeo Cristofori, 1722

Entre els exemplars d'excepcional valor artístic i històric conservats en la col·lecció de Museu Nacional d'Instruments Musicals de Roma hi ha un forte-piano fet el 1722 pel famós fabricant de clavicèmbals italià Bartolomeo Cristofori.

## Terminologia
- Nom original:Gravicembalo col piano e forte.
- Comprovades un munt de referències, es pot dir que per la majoria d'autors (fins finals del segle xviii) forte-piano és sinònim de clavecí (i així s'ha modificat l'article):[2][3]

## Mecanisme del piano de Cristofori

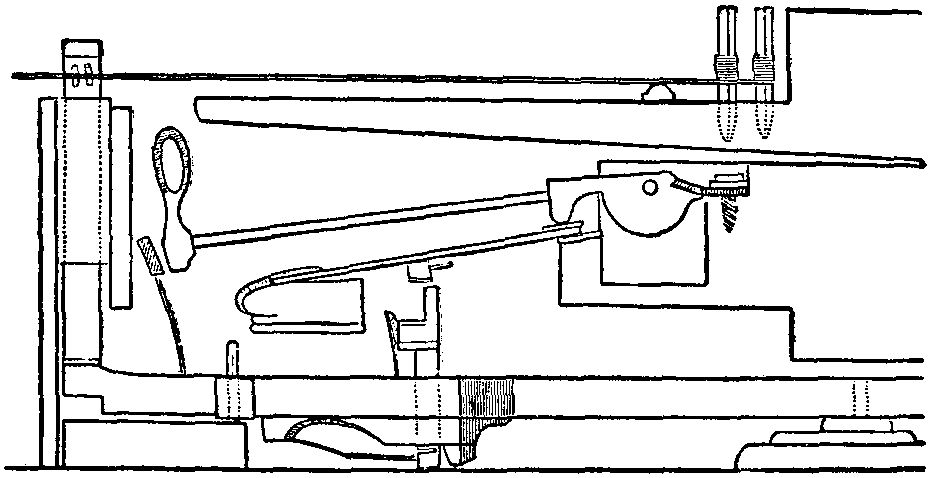
Mecanisme del piano de Cristofori, Encyclopedia Brittanica - 11th edition